# Selección de fútbol sub-23 de Panamá
La selección de fútbol de Panamá sub-23 o Selección olímpica de fútbol de Panamá es el equipo de fútbol que representa a Panamá compuesto por jugadores menores de 23 años. Es la selección que representa al país en los Juegos Olímpicos, bajo la dirección del Comité Olímpico de Panamá.
En la CONCACAF está categoría sub-23 comienza a competir desde los Juegos Olímpicos Barcelona 1992.

## Jugadores

### Última convocatoria
Jugadores convocados para disputar el Torneo Maurice Revello 2024 del 3 al 16 de junio de 2024 celebrado en  Francia.

Actualizado el 5 de junio de 2024.
|    | Nombre               | Posición       | Edad    | Club Pro.          |
| -- | -------------------- | -------------- | ------- | ------------------ |
| 12 | Emerson Dimas        | Portero        | 23 años | Potros del Este    |
| 1  | Miguel Pérez         | Portero        | 22 años | CD Plaza Amador    |
| 17 | Reyniel Perdomo      | Defensa        | 23 años | Alianza FC         |
| 22 | Orman Davis          | Defensa        | 22 años | CA Independiente   |
| 14 | Aimar Rodríguez      | Defensa        | 22 años | San Francisco FC   |
| 5  | Jimar Sánchez        | Defensa        | 21 años | CD Plaza Amador    |
| 2  | José Matos           | Defensa        | 22 años | CD Plaza Amador    |
| 4  | Rodrigo Tello        | Defensa        | 21 años | Sporting SM        |
| 8  | Joel Guevara         | Centrocampista | 21 años | CD Universitario   |
| 13 | Luis Fields          | Centrocampista | 21 años | CA Independiente   |
| 20 | Ariel Arroyo         | Centrocampista | 20 años | CD Árabe Unido     |
| 15 | Martín Morán         | Centrocampista | 23 años | SFC Etar           |
| 6  | Edilson Carrasquilla | Centrocampista | 22 años | San Francisco FC   |
| 24 | Ángel Orelien        | Centrocampista | 23 años | USL Dunkerque      |
| 10 | Yoameth Murillo      | Centrocampista | 23 años | Potros del Este    |
| 11 | Moisés Véliz         | Centrocampista | 20 años | Tauro FC           |
| 7  | Ricardo Phillips JR. | Centrocampista | 23 años | CD Plaza Amador    |
| 19 | Kahiser Lenis        | Centrocampista | 24 años | Jaguares FC        |
|    | Ovidio Lopez         | Centrocampista | 22 años | CD Plaza Amador    |
|    | Jorge Méndez         | Centrocampista | 23 años | San Francisco FC   |
|    | John Jairo Alvarado  | Centrocampista | 23 años | UCV FC             |
| 16 | Gustavo Herrera      | Delantero      | 19 años | Sporting SM        |
| 9  | Amable Pinzón        | Delantero      | 23 años | Veraguas United FC |
| 21 | Davis Contreras      | Delantero      | 23 años | CA Independiente   |
| DT | Jorge Dely Valdés    | Entrenador     |         |                    |

- Jugador que se encuentra en fase de recuperación por algún tipo de lesión.
- Jugador capitán en el último partido oficial de la Selección Panamá.
- Los jugadores tienen que haber nacido a partir del 1 de enero de 2001.

## Próximos encuentros
- Actualizado al último partido jugado el 14 de julio de 2024.

| Fecha                   | Lugar                     | Local           |                            | Partido        |                      | Visita    | Racha       | Competición                 |
| ----------------------- | ------------------------- | --------------- | -------------------------- | -------------- | -------------------- | --------- | ----------- | --------------------------- |
| 29 de mayo de 2022      | Toulon                    | Francia         | Bandera de Francia         | 0:0 (2:4 pen.) | Bandera de Panamá    | Panamá    |             | Torneo Maurice Revello 2022 |
| 1 de junio de 2022      | Toulon                    | Panamá          | Bandera de Panamá          | 0:1 (0:0)      | Bandera de Argentina | Argentina | No          | Torneo Maurice Revello 2022 |
| 4 de junio de 2022      | Toulon                    | Arabia Saudita  | Bandera de Arabia Saudita  | 2:4            | Bandera de Panamá    | Panamá    | Sí          | Torneo Maurice Revello 2022 |
| 4 de junio de 2022      | Toulon                    | Panamá          | Bandera de Panamá          | 4:1            | Bandera de Comoras   | Comoras   | Sí          | Torneo Maurice Revello 2022 |
| 6 de junio de 2023      | Provenza-Alpes-Costa Azul | Costa de Marfil | Bandera de Costa de Marfil | 1:1 (5:3 p.)   | Bandera de Panamá    | Panamá    |             | Torneo Maurice Revello 2023 |
| 10 de junio de 2023     | Provenza-Alpes-Costa Azul | Japón           | Bandera de Japón           | 0:2            | Bandera de Panamá    | Panamá    | Sí          | Torneo Maurice Revello 2023 |
| 13 de junio de 2023     | Provenza-Alpes-Costa Azul | Panamá          | Bandera de Panamá          | 1:1 (9:8 p.)   | Bandera de Marruecos | Marruecos | Sin cambios | Torneo Maurice Revello 2023 |
| 16 de junio de 2023     | Provenza-Alpes-Costa Azul | Australia       | Bandera de Australia       | 1:2            | Bandera de Panamá    | Panamá    | Sí          | Torneo Maurice Revello 2023 |
| 18 de junio de 2023     | Provenza-Alpes-Costa Azul | Panamá          | Bandera de Panamá          | 4:1            | Bandera de México    | México    | Sí          | Torneo Maurice Revello 2023 |
| 18 de diciembre de 2023 | Asunción                  | Paraguay        | Bandera de Paraguay        | 2:1            | Bandera de Panamá    | Panamá    | No          | Partido Amistoso            |
| 21 de diciembre de 2023 | Asunción                  | Paraguay        | Bandera de Paraguay        | 1:0            | Bandera de Panamá    | Panamá    | No          | Partido Amistoso            |
| 6 de junio de 2024      | Provenza-Alpes-Costa Azul | Indonesia       | Bandera de Indonesia       | 4:0            | Bandera de Panamá    | Panamá    | Sí          | Torneo Maurice Revello 2024 |
| 8 de junio de 2024      | Provenza-Alpes-Costa Azul | Ucrania         | Bandera de Ucrania         | 2:0            | Bandera de Panamá    | Panamá    | No          | Torneo Maurice Revello 2024 |
| 10 de junio de 2024     | Provenza-Alpes-Costa Azul | Italia          | Bandera de Italia          | 2:2 (4:1 p.)   | Bandera de Panamá    | Panamá    |             | Torneo Maurice Revello 2024 |
| 12 de junio de 2024     | Provenza-Alpes-Costa Azul | Japón           | Bandera de Japón           | 1:0            | Bandera de Panamá    | Panamá    | No          | Torneo Maurice Revello 2024 |
| 14 de junio de 2024     | Provenza-Alpes-Costa Azul | Arabia Saudita  | Bandera de Arabia Saudita  | 1:1 (3:4 p.)   | Bandera de Panamá    | Panamá    |             | Torneo Maurice Revello 2024 |
| 6 de septiembre de 2024 | Toluca                    | México          | Bandera de México          | : (:)          | Bandera de Panamá    | Panamá    | {{}}        | Partido amistoso            |
| 9 de septiembre de 2024 | Ciudad de México          | México          | Bandera de México          | : (:)          | Bandera de Panamá    | Panamá    | {{}}        | Partido amistoso            |

## Estadísticas

### Preolímpico de Concacaf
| Año                             | Ronda                                                               | PJ                                                                  | G                                                                   | E                                                                   | P                                                                   | GF                                                                  | GC                                                                  | DIF                                                                 |
| ------------------------------- | ------------------------------------------------------------------- | ------------------------------------------------------------------- | ------------------------------------------------------------------- | ------------------------------------------------------------------- | ------------------------------------------------------------------- | ------------------------------------------------------------------- | ------------------------------------------------------------------- | ------------------------------------------------------------------- |
| Perú 1960                       | De 1960 a 1988 las eliminatorias las disputaron selecciones amateur | De 1960 a 1988 las eliminatorias las disputaron selecciones amateur | De 1960 a 1988 las eliminatorias las disputaron selecciones amateur | De 1960 a 1988 las eliminatorias las disputaron selecciones amateur | De 1960 a 1988 las eliminatorias las disputaron selecciones amateur | De 1960 a 1988 las eliminatorias las disputaron selecciones amateur | De 1960 a 1988 las eliminatorias las disputaron selecciones amateur | De 1960 a 1988 las eliminatorias las disputaron selecciones amateur |
| México 1964                     | De 1960 a 1988 las eliminatorias las disputaron selecciones amateur | De 1960 a 1988 las eliminatorias las disputaron selecciones amateur | De 1960 a 1988 las eliminatorias las disputaron selecciones amateur | De 1960 a 1988 las eliminatorias las disputaron selecciones amateur | De 1960 a 1988 las eliminatorias las disputaron selecciones amateur | De 1960 a 1988 las eliminatorias las disputaron selecciones amateur | De 1960 a 1988 las eliminatorias las disputaron selecciones amateur | De 1960 a 1988 las eliminatorias las disputaron selecciones amateur |
| Preolímpico de Concacaf de 1968 | De 1960 a 1988 las eliminatorias las disputaron selecciones amateur | De 1960 a 1988 las eliminatorias las disputaron selecciones amateur | De 1960 a 1988 las eliminatorias las disputaron selecciones amateur | De 1960 a 1988 las eliminatorias las disputaron selecciones amateur | De 1960 a 1988 las eliminatorias las disputaron selecciones amateur | De 1960 a 1988 las eliminatorias las disputaron selecciones amateur | De 1960 a 1988 las eliminatorias las disputaron selecciones amateur | De 1960 a 1988 las eliminatorias las disputaron selecciones amateur |
| Preolímpico de Concacaf de 1972 | De 1960 a 1988 las eliminatorias las disputaron selecciones amateur | De 1960 a 1988 las eliminatorias las disputaron selecciones amateur | De 1960 a 1988 las eliminatorias las disputaron selecciones amateur | De 1960 a 1988 las eliminatorias las disputaron selecciones amateur | De 1960 a 1988 las eliminatorias las disputaron selecciones amateur | De 1960 a 1988 las eliminatorias las disputaron selecciones amateur | De 1960 a 1988 las eliminatorias las disputaron selecciones amateur | De 1960 a 1988 las eliminatorias las disputaron selecciones amateur |
| Preolímpico de Concacaf de 1976 | De 1960 a 1988 las eliminatorias las disputaron selecciones amateur | De 1960 a 1988 las eliminatorias las disputaron selecciones amateur | De 1960 a 1988 las eliminatorias las disputaron selecciones amateur | De 1960 a 1988 las eliminatorias las disputaron selecciones amateur | De 1960 a 1988 las eliminatorias las disputaron selecciones amateur | De 1960 a 1988 las eliminatorias las disputaron selecciones amateur | De 1960 a 1988 las eliminatorias las disputaron selecciones amateur | De 1960 a 1988 las eliminatorias las disputaron selecciones amateur |
| Preolímpico de Concacaf de 1980 | De 1960 a 1988 las eliminatorias las disputaron selecciones amateur | De 1960 a 1988 las eliminatorias las disputaron selecciones amateur | De 1960 a 1988 las eliminatorias las disputaron selecciones amateur | De 1960 a 1988 las eliminatorias las disputaron selecciones amateur | De 1960 a 1988 las eliminatorias las disputaron selecciones amateur | De 1960 a 1988 las eliminatorias las disputaron selecciones amateur | De 1960 a 1988 las eliminatorias las disputaron selecciones amateur | De 1960 a 1988 las eliminatorias las disputaron selecciones amateur |
| Preolímpico de Concacaf de 1984 | De 1960 a 1988 las eliminatorias las disputaron selecciones amateur | De 1960 a 1988 las eliminatorias las disputaron selecciones amateur | De 1960 a 1988 las eliminatorias las disputaron selecciones amateur | De 1960 a 1988 las eliminatorias las disputaron selecciones amateur | De 1960 a 1988 las eliminatorias las disputaron selecciones amateur | De 1960 a 1988 las eliminatorias las disputaron selecciones amateur | De 1960 a 1988 las eliminatorias las disputaron selecciones amateur | De 1960 a 1988 las eliminatorias las disputaron selecciones amateur |
| Preolímpico de Concacaf de 1988 | De 1960 a 1988 las eliminatorias las disputaron selecciones amateur | De 1960 a 1988 las eliminatorias las disputaron selecciones amateur | De 1960 a 1988 las eliminatorias las disputaron selecciones amateur | De 1960 a 1988 las eliminatorias las disputaron selecciones amateur | De 1960 a 1988 las eliminatorias las disputaron selecciones amateur | De 1960 a 1988 las eliminatorias las disputaron selecciones amateur | De 1960 a 1988 las eliminatorias las disputaron selecciones amateur | De 1960 a 1988 las eliminatorias las disputaron selecciones amateur |
| Preolímpico de Concacaf de 1992 | Tercera ronda                                                       | 3                                                                   | 0                                                                   | 2                                                                   | 1                                                                   | 4                                                                   | 10                                                                  | -6                                                                  |
| Canadá 1996                     | Primera ronda                                                       | 2                                                                   | 0                                                                   | 0                                                                   | 2                                                                   | 0                                                                   | 9                                                                   | -9                                                                  |
| Estados Unidos 2000             | Cuarta ronda                                                        | 6                                                                   | 2                                                                   | 2                                                                   | 2                                                                   | 6                                                                   | 8                                                                   | -2                                                                  |
| México 2004                     | Cuarta ronda                                                        | 7                                                                   | 4                                                                   | 1                                                                   | 2                                                                   | 25                                                                  | 12                                                                  | 13                                                                  |
| Estados Unidos 2008             | Cuarta ronda                                                        | 7                                                                   | 3                                                                   | 1                                                                   | 3                                                                   | 8                                                                   | 6                                                                   | 2                                                                   |
| Estados Unidos 2012             | Cuarta ronda                                                        | 7                                                                   | 2                                                                   | 2                                                                   | 3                                                                   | 9                                                                   | 10                                                                  | -1                                                                  |
| Estados Unidos 2015             | Cuarta ronda                                                        | 6                                                                   | 2                                                                   | 2                                                                   | 2                                                                   | 8                                                                   | 10                                                                  | -2                                                                  |
| México 2020                     | Primera ronda                                                       | 2                                                                   | 0                                                                   | 0                                                                   | 2                                                                   | 1                                                                   | 3                                                                   | -2                                                                  |
| Total                           | Cuarta ronda                                                        | 40                                                                  | 13                                                                  | 10                                                                  | 17                                                                  | 61                                                                  | 68                                                                  | -7                                                                  |

### Fútbol en los Juegos Olímpicos
| Año                 | Fase                                                                     | Posición                                                                 | PJ                                                                       | PG                                                                       | PE                                                                       | PP                                                                       | GF                                                                       | GC                                                                       |                                                                          |
| ------------------- | ------------------------------------------------------------------------ | ------------------------------------------------------------------------ | ------------------------------------------------------------------------ | ------------------------------------------------------------------------ | ------------------------------------------------------------------------ | ------------------------------------------------------------------------ | ------------------------------------------------------------------------ | ------------------------------------------------------------------------ | ------------------------------------------------------------------------ |
| Atenas 1896         | No hubo competición de fútbol                                            | No hubo competición de fútbol                                            | No hubo competición de fútbol                                            | No hubo competición de fútbol                                            | No hubo competición de fútbol                                            | No hubo competición de fútbol                                            | No hubo competición de fútbol                                            | No hubo competición de fútbol                                            | No hubo competición de fútbol                                            |
| París 1900          | En 1900 y 1904 los Juegos Olímpicos los disputaron clubes                | En 1900 y 1904 los Juegos Olímpicos los disputaron clubes                | En 1900 y 1904 los Juegos Olímpicos los disputaron clubes                | En 1900 y 1904 los Juegos Olímpicos los disputaron clubes                | En 1900 y 1904 los Juegos Olímpicos los disputaron clubes                | En 1900 y 1904 los Juegos Olímpicos los disputaron clubes                | En 1900 y 1904 los Juegos Olímpicos los disputaron clubes                | En 1900 y 1904 los Juegos Olímpicos los disputaron clubes                | En 1900 y 1904 los Juegos Olímpicos los disputaron clubes                |
| St. Louis 1904      | En 1900 y 1904 los Juegos Olímpicos los disputaron clubes                | En 1900 y 1904 los Juegos Olímpicos los disputaron clubes                | En 1900 y 1904 los Juegos Olímpicos los disputaron clubes                | En 1900 y 1904 los Juegos Olímpicos los disputaron clubes                | En 1900 y 1904 los Juegos Olímpicos los disputaron clubes                | En 1900 y 1904 los Juegos Olímpicos los disputaron clubes                | En 1900 y 1904 los Juegos Olímpicos los disputaron clubes                | En 1900 y 1904 los Juegos Olímpicos los disputaron clubes                | En 1900 y 1904 los Juegos Olímpicos los disputaron clubes                |
| Londres 1908        | De 1908 a 1928 los Juegos Olímpicos los disputaron selecciones absolutas | De 1908 a 1928 los Juegos Olímpicos los disputaron selecciones absolutas | De 1908 a 1928 los Juegos Olímpicos los disputaron selecciones absolutas | De 1908 a 1928 los Juegos Olímpicos los disputaron selecciones absolutas | De 1908 a 1928 los Juegos Olímpicos los disputaron selecciones absolutas | De 1908 a 1928 los Juegos Olímpicos los disputaron selecciones absolutas | De 1908 a 1928 los Juegos Olímpicos los disputaron selecciones absolutas | De 1908 a 1928 los Juegos Olímpicos los disputaron selecciones absolutas | De 1908 a 1928 los Juegos Olímpicos los disputaron selecciones absolutas |
| Estocolmo 1912      | De 1908 a 1928 los Juegos Olímpicos los disputaron selecciones absolutas | De 1908 a 1928 los Juegos Olímpicos los disputaron selecciones absolutas | De 1908 a 1928 los Juegos Olímpicos los disputaron selecciones absolutas | De 1908 a 1928 los Juegos Olímpicos los disputaron selecciones absolutas | De 1908 a 1928 los Juegos Olímpicos los disputaron selecciones absolutas | De 1908 a 1928 los Juegos Olímpicos los disputaron selecciones absolutas | De 1908 a 1928 los Juegos Olímpicos los disputaron selecciones absolutas | De 1908 a 1928 los Juegos Olímpicos los disputaron selecciones absolutas | De 1908 a 1928 los Juegos Olímpicos los disputaron selecciones absolutas |
| Amberes 1920        | De 1908 a 1928 los Juegos Olímpicos los disputaron selecciones absolutas | De 1908 a 1928 los Juegos Olímpicos los disputaron selecciones absolutas | De 1908 a 1928 los Juegos Olímpicos los disputaron selecciones absolutas | De 1908 a 1928 los Juegos Olímpicos los disputaron selecciones absolutas | De 1908 a 1928 los Juegos Olímpicos los disputaron selecciones absolutas | De 1908 a 1928 los Juegos Olímpicos los disputaron selecciones absolutas | De 1908 a 1928 los Juegos Olímpicos los disputaron selecciones absolutas | De 1908 a 1928 los Juegos Olímpicos los disputaron selecciones absolutas | De 1908 a 1928 los Juegos Olímpicos los disputaron selecciones absolutas |
| París 1924          | De 1908 a 1928 los Juegos Olímpicos los disputaron selecciones absolutas | De 1908 a 1928 los Juegos Olímpicos los disputaron selecciones absolutas | De 1908 a 1928 los Juegos Olímpicos los disputaron selecciones absolutas | De 1908 a 1928 los Juegos Olímpicos los disputaron selecciones absolutas | De 1908 a 1928 los Juegos Olímpicos los disputaron selecciones absolutas | De 1908 a 1928 los Juegos Olímpicos los disputaron selecciones absolutas | De 1908 a 1928 los Juegos Olímpicos los disputaron selecciones absolutas | De 1908 a 1928 los Juegos Olímpicos los disputaron selecciones absolutas | De 1908 a 1928 los Juegos Olímpicos los disputaron selecciones absolutas |
| Ámsterdam 1928      | De 1908 a 1928 los Juegos Olímpicos los disputaron selecciones absolutas | De 1908 a 1928 los Juegos Olímpicos los disputaron selecciones absolutas | De 1908 a 1928 los Juegos Olímpicos los disputaron selecciones absolutas | De 1908 a 1928 los Juegos Olímpicos los disputaron selecciones absolutas | De 1908 a 1928 los Juegos Olímpicos los disputaron selecciones absolutas | De 1908 a 1928 los Juegos Olímpicos los disputaron selecciones absolutas | De 1908 a 1928 los Juegos Olímpicos los disputaron selecciones absolutas | De 1908 a 1928 los Juegos Olímpicos los disputaron selecciones absolutas | De 1908 a 1928 los Juegos Olímpicos los disputaron selecciones absolutas |
| Los Ángeles 1932    | No hubo competición de fútbol                                            | No hubo competición de fútbol                                            | No hubo competición de fútbol                                            | No hubo competición de fútbol                                            | No hubo competición de fútbol                                            | No hubo competición de fútbol                                            | No hubo competición de fútbol                                            | No hubo competición de fútbol                                            | No hubo competición de fútbol                                            |
| Berlín 1936         | En 1936 y 1948 los Juegos Olímpicos los disputaron selecciones absolutas | En 1936 y 1948 los Juegos Olímpicos los disputaron selecciones absolutas | En 1936 y 1948 los Juegos Olímpicos los disputaron selecciones absolutas | En 1936 y 1948 los Juegos Olímpicos los disputaron selecciones absolutas | En 1936 y 1948 los Juegos Olímpicos los disputaron selecciones absolutas | En 1936 y 1948 los Juegos Olímpicos los disputaron selecciones absolutas | En 1936 y 1948 los Juegos Olímpicos los disputaron selecciones absolutas | En 1936 y 1948 los Juegos Olímpicos los disputaron selecciones absolutas | En 1936 y 1948 los Juegos Olímpicos los disputaron selecciones absolutas |
| Londres 1948        | En 1936 y 1948 los Juegos Olímpicos los disputaron selecciones absolutas | En 1936 y 1948 los Juegos Olímpicos los disputaron selecciones absolutas | En 1936 y 1948 los Juegos Olímpicos los disputaron selecciones absolutas | En 1936 y 1948 los Juegos Olímpicos los disputaron selecciones absolutas | En 1936 y 1948 los Juegos Olímpicos los disputaron selecciones absolutas | En 1936 y 1948 los Juegos Olímpicos los disputaron selecciones absolutas | En 1936 y 1948 los Juegos Olímpicos los disputaron selecciones absolutas | En 1936 y 1948 los Juegos Olímpicos los disputaron selecciones absolutas | En 1936 y 1948 los Juegos Olímpicos los disputaron selecciones absolutas |
| Helsinki 1952       | De 1952 a 1988 los Juegos Olímpicos los disputaron selecciones amateur   | De 1952 a 1988 los Juegos Olímpicos los disputaron selecciones amateur   | De 1952 a 1988 los Juegos Olímpicos los disputaron selecciones amateur   | De 1952 a 1988 los Juegos Olímpicos los disputaron selecciones amateur   | De 1952 a 1988 los Juegos Olímpicos los disputaron selecciones amateur   | De 1952 a 1988 los Juegos Olímpicos los disputaron selecciones amateur   | De 1952 a 1988 los Juegos Olímpicos los disputaron selecciones amateur   | De 1952 a 1988 los Juegos Olímpicos los disputaron selecciones amateur   | De 1952 a 1988 los Juegos Olímpicos los disputaron selecciones amateur   |
| Melbourne 1956      | De 1952 a 1988 los Juegos Olímpicos los disputaron selecciones amateur   | De 1952 a 1988 los Juegos Olímpicos los disputaron selecciones amateur   | De 1952 a 1988 los Juegos Olímpicos los disputaron selecciones amateur   | De 1952 a 1988 los Juegos Olímpicos los disputaron selecciones amateur   | De 1952 a 1988 los Juegos Olímpicos los disputaron selecciones amateur   | De 1952 a 1988 los Juegos Olímpicos los disputaron selecciones amateur   | De 1952 a 1988 los Juegos Olímpicos los disputaron selecciones amateur   | De 1952 a 1988 los Juegos Olímpicos los disputaron selecciones amateur   | De 1952 a 1988 los Juegos Olímpicos los disputaron selecciones amateur   |
| Roma 1960           | De 1952 a 1988 los Juegos Olímpicos los disputaron selecciones amateur   | De 1952 a 1988 los Juegos Olímpicos los disputaron selecciones amateur   | De 1952 a 1988 los Juegos Olímpicos los disputaron selecciones amateur   | De 1952 a 1988 los Juegos Olímpicos los disputaron selecciones amateur   | De 1952 a 1988 los Juegos Olímpicos los disputaron selecciones amateur   | De 1952 a 1988 los Juegos Olímpicos los disputaron selecciones amateur   | De 1952 a 1988 los Juegos Olímpicos los disputaron selecciones amateur   | De 1952 a 1988 los Juegos Olímpicos los disputaron selecciones amateur   | De 1952 a 1988 los Juegos Olímpicos los disputaron selecciones amateur   |
| Tokio 1964          | De 1952 a 1988 los Juegos Olímpicos los disputaron selecciones amateur   | De 1952 a 1988 los Juegos Olímpicos los disputaron selecciones amateur   | De 1952 a 1988 los Juegos Olímpicos los disputaron selecciones amateur   | De 1952 a 1988 los Juegos Olímpicos los disputaron selecciones amateur   | De 1952 a 1988 los Juegos Olímpicos los disputaron selecciones amateur   | De 1952 a 1988 los Juegos Olímpicos los disputaron selecciones amateur   | De 1952 a 1988 los Juegos Olímpicos los disputaron selecciones amateur   | De 1952 a 1988 los Juegos Olímpicos los disputaron selecciones amateur   | De 1952 a 1988 los Juegos Olímpicos los disputaron selecciones amateur   |
| México 1968         | De 1952 a 1988 los Juegos Olímpicos los disputaron selecciones amateur   | De 1952 a 1988 los Juegos Olímpicos los disputaron selecciones amateur   | De 1952 a 1988 los Juegos Olímpicos los disputaron selecciones amateur   | De 1952 a 1988 los Juegos Olímpicos los disputaron selecciones amateur   | De 1952 a 1988 los Juegos Olímpicos los disputaron selecciones amateur   | De 1952 a 1988 los Juegos Olímpicos los disputaron selecciones amateur   | De 1952 a 1988 los Juegos Olímpicos los disputaron selecciones amateur   | De 1952 a 1988 los Juegos Olímpicos los disputaron selecciones amateur   | De 1952 a 1988 los Juegos Olímpicos los disputaron selecciones amateur   |
| Múnich 1972         | De 1952 a 1988 los Juegos Olímpicos los disputaron selecciones amateur   | De 1952 a 1988 los Juegos Olímpicos los disputaron selecciones amateur   | De 1952 a 1988 los Juegos Olímpicos los disputaron selecciones amateur   | De 1952 a 1988 los Juegos Olímpicos los disputaron selecciones amateur   | De 1952 a 1988 los Juegos Olímpicos los disputaron selecciones amateur   | De 1952 a 1988 los Juegos Olímpicos los disputaron selecciones amateur   | De 1952 a 1988 los Juegos Olímpicos los disputaron selecciones amateur   | De 1952 a 1988 los Juegos Olímpicos los disputaron selecciones amateur   | De 1952 a 1988 los Juegos Olímpicos los disputaron selecciones amateur   |
| Montreal 1976       | De 1952 a 1988 los Juegos Olímpicos los disputaron selecciones amateur   | De 1952 a 1988 los Juegos Olímpicos los disputaron selecciones amateur   | De 1952 a 1988 los Juegos Olímpicos los disputaron selecciones amateur   | De 1952 a 1988 los Juegos Olímpicos los disputaron selecciones amateur   | De 1952 a 1988 los Juegos Olímpicos los disputaron selecciones amateur   | De 1952 a 1988 los Juegos Olímpicos los disputaron selecciones amateur   | De 1952 a 1988 los Juegos Olímpicos los disputaron selecciones amateur   | De 1952 a 1988 los Juegos Olímpicos los disputaron selecciones amateur   | De 1952 a 1988 los Juegos Olímpicos los disputaron selecciones amateur   |
| Moscú 1980          | De 1952 a 1988 los Juegos Olímpicos los disputaron selecciones amateur   | De 1952 a 1988 los Juegos Olímpicos los disputaron selecciones amateur   | De 1952 a 1988 los Juegos Olímpicos los disputaron selecciones amateur   | De 1952 a 1988 los Juegos Olímpicos los disputaron selecciones amateur   | De 1952 a 1988 los Juegos Olímpicos los disputaron selecciones amateur   | De 1952 a 1988 los Juegos Olímpicos los disputaron selecciones amateur   | De 1952 a 1988 los Juegos Olímpicos los disputaron selecciones amateur   | De 1952 a 1988 los Juegos Olímpicos los disputaron selecciones amateur   | De 1952 a 1988 los Juegos Olímpicos los disputaron selecciones amateur   |
| Los Ángeles 1984    | De 1952 a 1988 los Juegos Olímpicos los disputaron selecciones amateur   | De 1952 a 1988 los Juegos Olímpicos los disputaron selecciones amateur   | De 1952 a 1988 los Juegos Olímpicos los disputaron selecciones amateur   | De 1952 a 1988 los Juegos Olímpicos los disputaron selecciones amateur   | De 1952 a 1988 los Juegos Olímpicos los disputaron selecciones amateur   | De 1952 a 1988 los Juegos Olímpicos los disputaron selecciones amateur   | De 1952 a 1988 los Juegos Olímpicos los disputaron selecciones amateur   | De 1952 a 1988 los Juegos Olímpicos los disputaron selecciones amateur   | De 1952 a 1988 los Juegos Olímpicos los disputaron selecciones amateur   |
| Seúl 1988           | De 1952 a 1988 los Juegos Olímpicos los disputaron selecciones amateur   | De 1952 a 1988 los Juegos Olímpicos los disputaron selecciones amateur   | De 1952 a 1988 los Juegos Olímpicos los disputaron selecciones amateur   | De 1952 a 1988 los Juegos Olímpicos los disputaron selecciones amateur   | De 1952 a 1988 los Juegos Olímpicos los disputaron selecciones amateur   | De 1952 a 1988 los Juegos Olímpicos los disputaron selecciones amateur   | De 1952 a 1988 los Juegos Olímpicos los disputaron selecciones amateur   | De 1952 a 1988 los Juegos Olímpicos los disputaron selecciones amateur   | De 1952 a 1988 los Juegos Olímpicos los disputaron selecciones amateur   |
| Barcelona 1992      | No se clasificó                                                          | No se clasificó                                                          | No se clasificó                                                          | No se clasificó                                                          | No se clasificó                                                          | No se clasificó                                                          | No se clasificó                                                          | No se clasificó                                                          |                                                                          |
| Atlanta 1996        | No se clasificó                                                          | No se clasificó                                                          | No se clasificó                                                          | No se clasificó                                                          | No se clasificó                                                          | No se clasificó                                                          | No se clasificó                                                          | No se clasificó                                                          |                                                                          |
| Sídney 2000         | No se clasificó                                                          | No se clasificó                                                          | No se clasificó                                                          | No se clasificó                                                          | No se clasificó                                                          | No se clasificó                                                          | No se clasificó                                                          | No se clasificó                                                          |                                                                          |
| Atenas 2004         | No se clasificó                                                          | No se clasificó                                                          | No se clasificó                                                          | No se clasificó                                                          | No se clasificó                                                          | No se clasificó                                                          | No se clasificó                                                          | No se clasificó                                                          |                                                                          |
| Pekín 2008          | No se clasificó                                                          | No se clasificó                                                          | No se clasificó                                                          | No se clasificó                                                          | No se clasificó                                                          | No se clasificó                                                          | No se clasificó                                                          | No se clasificó                                                          |                                                                          |
| Londres 2012        | No se clasificó                                                          | No se clasificó                                                          | No se clasificó                                                          | No se clasificó                                                          | No se clasificó                                                          | No se clasificó                                                          | No se clasificó                                                          | No se clasificó                                                          |                                                                          |
| Río de Janeiro 2016 | No se clasificó                                                          | No se clasificó                                                          | No se clasificó                                                          | No se clasificó                                                          | No se clasificó                                                          | No se clasificó                                                          | No se clasificó                                                          | No se clasificó                                                          |                                                                          |
| Tokio 2020          | No se clasificó                                                          | No se clasificó                                                          | No se clasificó                                                          | No se clasificó                                                          | No se clasificó                                                          | No se clasificó                                                          | No se clasificó                                                          | No se clasificó                                                          |                                                                          |
| París 2024          | No se clasificó                                                          | No se clasificó                                                          | No se clasificó                                                          | No se clasificó                                                          | No se clasificó                                                          | No se clasificó                                                          | No se clasificó                                                          | No se clasificó                                                          |                                                                          |
| Total               |                                                                          | 0/0                                                                      | 0                                                                        | 0                                                                        | 0                                                                        | 0                                                                        | 0                                                                        | 0                                                                        |                                                                          |

## Entrenadores
- Saúl Suárez (1991)
- (1995)
- Gary Stempel (1999-2000), (2003).
- José Eugenio Hernández (2004).
- Alexander Guimaraes (2007-2008)
- Julio Dely Valdés (2011-2012)
- Leonardo Pipino (2015)
- Julio Dely Valdés (2019)
- David Dóniga (2021-2022)
- Jorge Dely Valdés (2023-act.)

## Palmarés
- Juegos Centroamericanos y del Caribe:
  -   Medalla de Plata (1): 1946

### Torneos amistosos
- Torneo Maurice Revello:
  - Campeón: 2023.